# Anapistula troglobia
Espèce
Anapistula troglobia est une espèce d'araignées aranéomorphes de la famille des Symphytognathidae.

## Distribution
Cette espèce est endémique de Gascoyne en Australie-Occidentale. Elle se rencontre dans des grottes de la chaîne du Cap.

## Description
La femelle holotype mesure 0,80 mm.

## Étymologie
Son nom d'espèce lui a été donné en référence à son habitat.

## Publication originale
- Harvey, 1998 : A review of the Australasian species of Anapistula Gertsch (Araneae: Symphytognathidae). Records of the Western Australian Museum, vol. 19, p. 111-120 (texte intégral).